# Ирнур
 Ирнур  — деревня в Параньгинском районе Республики Марий Эл. Входит в состав Портянурского сельского поселения.

## География
Находится в восточной части республики Марий Эл на расстоянии приблизительно 5 км по прямой на запад от районного центра посёлка Параньга.

## История
Упоминается с 1719 года. В 1801 году здесь учтено 84 ревизских души. 
В «Списке населенных мест по сведениям 1859—1873 годов», изданном в 1876 году, населённый пункт упомянут как казённая деревня Ирнур Уржумского уезда Вятской губернии. Располагалась при речке Ировке, по правую сторону Старо-Казанской коммерческой дороги, в 64 верстах от уездного города Уржума и в 20 верстах от становой квартиры в казённом селе Турек (Турекское). В деревне, в 87 дворах жили 485 человек (242 мужчины и 243 женщины), была мечеть.
В 1884 138 дворов, в 1905 176 дворов и 1001 житель, все татары. В 1924 году в Ирнуре жили 1242 жителя (257 дворов), в 1940 1194 (249 хозяйств). В 2003 году в деревне насчитывалось 187 дворов. С 1997 года действует каменная мечеть. В советское время работали колхозы «Алга», «Янга тормыш» и «Янга юл».

## Население
Население составляло 565 человек (татары 99 %) в 2002 году, 500 в 2010.